# Théâtre colombien
Le théâtre colombien trouve ses origines lors de la colonisation espagnole avant de réellement évoluer au XIXe siècle et de connaître une identité plus marquée au XXe siècle. Il est soutenu par différentes entités étatiques et privées.

## Histoire
Le théâtre est introduit en Colombie durant l'époque de la colonisation espagnole en 1560 par des compagnies de zarzuela.

## Soutiens
Le théâtre en Colombie est notamment soutenu par le ministère de la Culture ainsi que différentes entités étatiques et privées.

## Festivals de théâtre

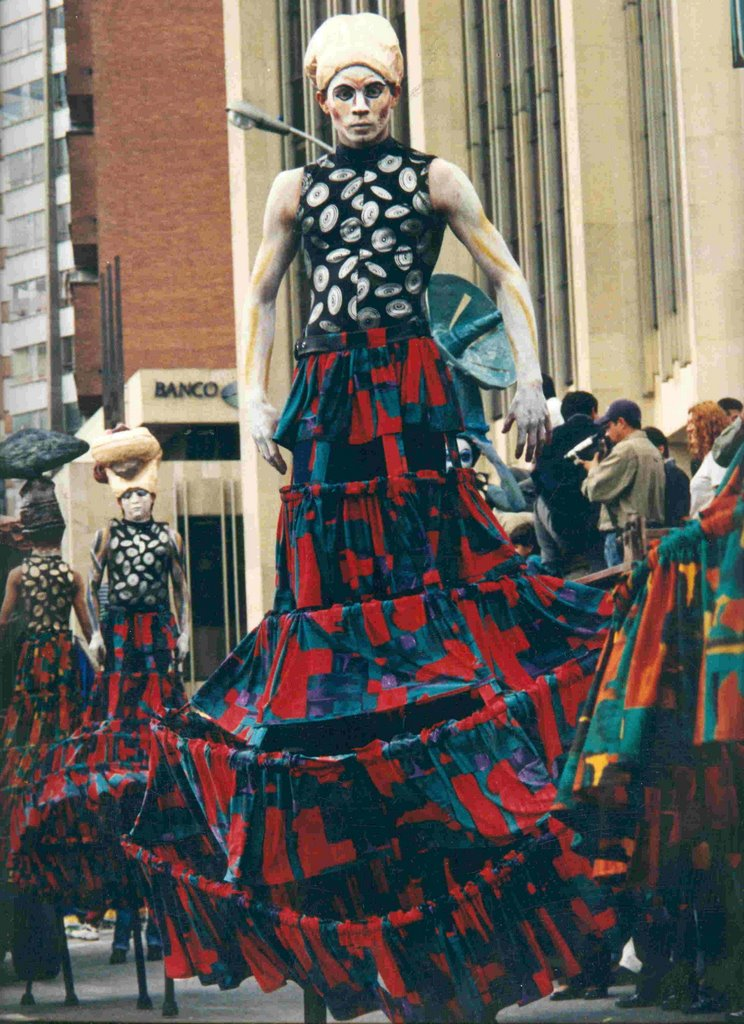
Personnage du festival ibéroaméricain de théâtre de Bogota.

En Colombie, il existe plusieurs festivals de théâtre. Ainsi, le festival ibéroaméricain de théâtre (es) est un évènement culturel de caractère international qui se tient tous les deux ans à Bogota. Il a été dirigé et produit, jusqu'à sa mort en août 2008, par Fanny Mikey, actrice et entrepreneur culturelle d'origine argentine naturalisée colombienne.
Les autres événements théâtraux importants sont le Festival international de marionnettes la Fanfarria à Medellín, le Festival latinoaméricain de théâtre de Manizales (es) à Manizales, le Festival international de théâtre de la Caraïbe (es) à Santa Marta et le Festival artistique national et international de culture populaire « Invasión Cultural » à Bogota.